# Barrio 128 Viviendas (Tucumán)
El Barrio 128 Viviendas es un barrio de San Miguel de Tucumán, Tucumán, Argentina. Se encuentra delimitado por las calles Venezuela, Thames, pasaje Colombia y la avenida Ejército del Norte. Popularmente es conocido como Ciudad de Dios, en referencia a la película de 2002 sobre la favela brasileña homónima. Cuenta con una plaza y un salón de usos múltiples.

## Historia
El barrio comenzó a construirse en 2008 por parte del Instituto Provincial de la Vivienda. Fue concebido como un barrio de 128 viviendas de 40 metros cuadrados para personas en situación de indigencia y habitantes de villas de emergencia cercanas. En la actualidad, es conocido como Ciudad de Dios al ser uno de los barrios más inseguros de la capital, nombre dado por La Gaceta en 2012 por la inseguridad y hechos delictivos que se presentan en la barriada. Esta denominación remite a la película Ciudad de Dios, que mostraba la vida en una favela de Río de Janeiro entre 1960 y 1980.